# Leutnant Kishe
Leutnant Kishe (russisch Поручик Киже, Poručik Kiže, frz.:Lieutenant Kijé) ist eine von Sergei Prokofjew (1891–1953) 1933 geschriebene Filmmusik zu der satirischen Novelle Sekondeleutnant Saber von Juri Nikolajewitsch Tynjanow (1894–1943), die 1927 entstand. In der Handlung geht es um die ausufernde Bürokratie unter Zar Paul I. Die Filmpremiere fand am 7. März 1934 in Moskau statt. Der Film und sein Regisseur Aleksandr Fajntsimmer gerieten in Vergessenheit.
Danach komponierte Prokofiew eine Suite, die in zwei Varianten existiert. Einmal mit einer Baritonstimme und die andere für Saxophon, die auch als Musik für das gleichnamige Ballett dient. Die Uraufführung fand in einer Sendung des Moskauer Rundfunks am 21. Dezember 1934 statt. Die Erstaufführung in einem Konzert fand am 20. Februar 1937 unter Prokofjews Leitung in Paris statt, weshalb sich international auch die französische Schreibweise des Namens „Kijé“ eingebürgert hat.
Der 3. Satz wurde von Carter Burwell für den Soundtrack des Films Doc Hollywood übernommen.
Der 4. Satz wird oft als musikalisches Weihnachtsmotiv oder zur Untermalung von Schneefall verwendet.
Teile der Musik werden von Sting (Russians), Type O Negative (Red Water), Woody Allen (Die letzte Nacht des Boris Gruschenko), Emerson, Lake and Palmer (I Believe in Father Christmas), Magnum, Blood, Sweat & Tears (40,000 Headmen); Yes (Something's Coming) und anderen verwendet.

## Sätze der Suite
1. Kishes Geburt (Allegro)
2. Romanze (Andante)
3. Kishes Hochzeit (Allegro fastoso)
4. Troika (Moderato)
5. Kishes Begräbnis (Andante assai)

## Einspielungen (Auswahl)
Suite op. 60
- 1938: Boston Symphony Orchestra, Serge Koussevitzky, RCA Victor
00000aufgenommen im Studio der Symphony Hall in Boston am 22. Dezember 1937
- 1957: Chicago Symphony Orchestra, Fritz Reiner, CBS
00000aufgenommen im Studio der Orchestra Hall in Chicago am 2. März 1957
- 1970: Cleveland Orchestra, George Szell, CBS
- 1977: Chicago Symphony Orchestra, Claudio Abbado, DG
- 1981: Orchestre National de France, Lorin Maazel, CBS
- 1986: Los Angeles Philharmonic Orchestra, André Previn, Telarc
- 1992: Orchestre symphonique de Montréal, Charles Dutoit, Decca[1]
- 1993: Berliner Philharmoniker, Seiji Ozawa, DG
- 2016: Deutsches Symphonie-Orchester Berlin, Tugan Sokhiev, Sony[2]